# Jordyn Wieber
Jordyn Marie Wieber (DeWitt, 12 luglio 1995) è un'ex ginnasta statunitense, campionessa mondiale ai Campionati di Tokyo 2011 e campionessa olimpica con la squadra a Londra 2012.

## Carriera
Figlia di Rita e David Wieber, studia presso la "Dewitt High School", dove si diploma nel 2013, frequentando anche lezioni online.

### Carriera Juniores
La sua prima competizione internazionale risale ai campionati nazionali juniores del 2006, dove è la più giovane atleta a prender parte all'incontro. Qui, gareggiando come élite, si classifica nona nel concorso generale individuale e ottiene il suo primo riconoscimento internazionale.
L'anno seguente, sempre ai Nazionali, vince la medaglia di bronzo nella classifica individuale. A novembre partecipa ai Giochi Panamericani di Guatemala dove gli Stati Uniti d'America arrivano primi. Individualmente vince la medaglia d'argento nel concorso individuale, il bronzo al corpo libero, l'oro alle parallele asimmetriche e alla trave.
Nel febbraio del 2008 viene scelta per entrare nella squadra nazionale che partecipa al Grand Prix Città di Jesolo, vinto dalla squadra statunitense. Vince inoltre la medaglia d'oro nel concorso generale individuale. A marzo partecipa ai Pacific Rim, ma una lieve distorsione alla caviglia le fanno sporcare le esecuzioni dei suoi esercizi. A maggio prende parte agli U.S. Classic, dove vince una medaglia d'oro in tutti gli eventi. Il mese successivo gareggia ai Campionati Nazionali dove diventa campionessa nazionale juniores. A novembre, come ultima competizione dell'anno, partecipa al Top Gym Competition in Belgio dove vince una medaglia d'oro nel concorso individuale, alle parallele asimmetriche e alla trave.
Nel 2009 riesce a vincere la Tyson American Cup, una competizione internazionale di ginnastica artistica di alto livello, battendo l'olimpionica e futura campionessa del mondo Bridget Sloan. Subisce un infortunio al bicipite femorale, ma viene comunque convocata nella squadra nazionale juniores del 2009-2010.
Nel 2010 torna a competere ai Pacific Rim di Melbourne, Australia. I suoi risultati in tutti e quattro gli attrezzi sono i più alti della competizione (in tre attrezzi ottiene il punteggio più alto, in uno ottiene il secondo) e contribuisce sostanzialmente a far vincere l'oro negli Stati Uniti d'America. Vince il concorso individuale juniores con 59.55 punti, non potendo eseguire i suoi esercizi con una difficoltà iniziale maggiore a causa del regolamento per le ginnaste juniores. Inoltre vince l'oro al corpo libero e la parallele asimmetriche, l'argento al volteggio. In seguito ad una caduta, arriva al quarto posto alla trave. A luglio, come ultima competizione da juniores, diventa campionessa dei CoverGirl Classic. Mostrando un amanar, elemento eseguito solo da altre due juniores, vince la medaglia d'oro. Inoltre, vince l'oro alle parallele asimmetriche e arriva seconda al corpo libero. Durante la prima giornata di competizione, Jordyn esegue un buon volteggio ma cade durante il tkatchev alle parallele asimmetriche. Scaldandosi per eseguire il suo esercizio alla trave, si infortuna alla caviglia ma continua a competere con scarsi risultati: cade ben tre volte ottenendo 10.300 punti.

### 2011: Campionessa ai Mondiali di Tokyo
Il 19 febbraio 2011, Jordyn compete ai WOGA Classic. Arriva prima alle parallele asimmetriche e quinta alla trave, a causa di una caduta. Il 5 marzo partecipa alla AT&T American Cup di Jacksonville, dove vince il titolo generale battendo la campionessa mondiale Aliya Mustafina. Al volteggio esegue un perfetto amanar e ottiene 15.833 punti, alle parallele cade durante il tkatchev e ottiene 13.900 punti. Alla trave esegue un esercizio senza imperfezioni che le frutta 15.266 punti e al corpo libero, seppur uscendo dalla pedana, ottiene 14.900 punti.
Nella competizione successiva, il Trofeo Città di Jesolo, si classifica seconda nel concorso generale individuale alle spalle della connazionale McKayla Maroney. Il 26 luglio partecipa al Covergirl Classic di Chicago dove gareggia solo su due attrezzi: la trave, dove vince l'oro insieme ad Alicia Sacramone, e le parallele asimmetriche, dove vince un altro oro.
Il 20 agosto diventa campionessa nazionale, staccando per più di sei punti la seconda classificata e medaglia d'argento McKayla Maroney. Il suo punteggio nel concorso generale individuale è il più alto ottenuto con il nuovo Codice dei Punteggi (61.450). Inoltre, arriva prima alle parallele asimmetriche con 29.750 punti (due esercizi uniti in uno) e al corpo libero (29.900 punti) e arriva terza alla trave (29.900 punti).

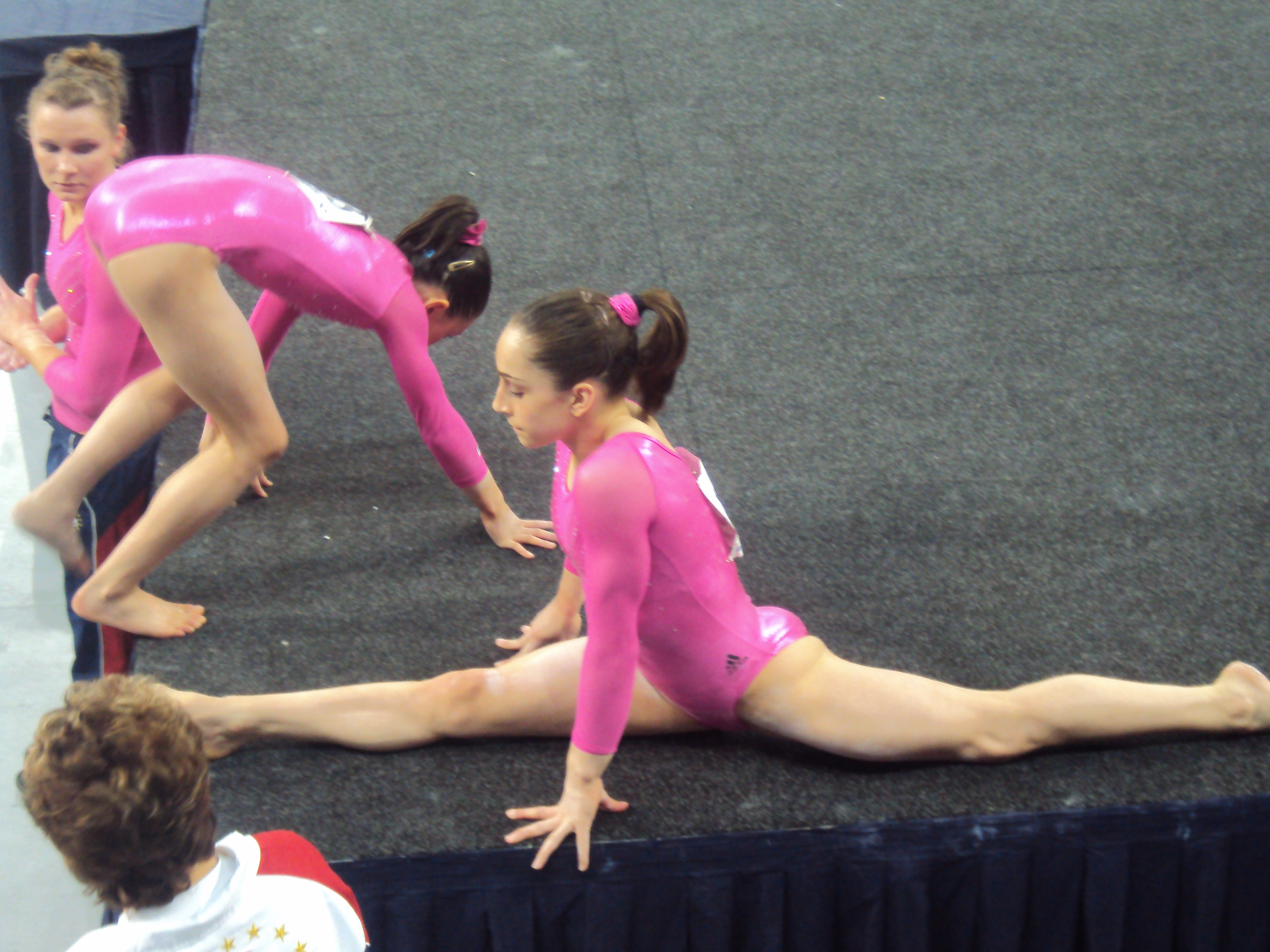
Jordyn Wieber durante la fase di riscaldamento.

Dal 7 al 16 ottobre compete ai Campionati Mondiali di Tokyo dove vince la medaglia d'oro nel concorso generale a squadre e quello individuale. Il suo punteggio individuale è di 59.382 punti e, nonostante un errore alle parallele asimmetriche e al corpo libero, arriva prima con 0.033 punti di stacco dalla russa Viktorija Komova. Compete inoltre nella finale alle parallele, dove arriva quarta. Vince una medaglia di bronzo alla trave e arriva sesta al corpo libero.
Poco dopo i Campionati Mondiali, il 31 ottobre, annuncia di esser diventata una ginnasta professionista.

### 2012: Pre-Olimpiadi
Continua la sua strada verso le Olimpiadi di Londra prendendo parte agli AT&T American Cup dove finisce la gara con 61.032 punti, sotto Gabrielle Douglas che, non essendo scelta per partecipare alla competizione, non vince alcuna medaglia. Inoltre, arriva prima al volteggio insieme ad Alexandra Raisman (16.100), alle parallele asimmetriche (14.833), seconda al corpo libero (15.133) e insieme alla Raisman alla trave (14.966).
A marzo partecipa ai Pacific Rim Championships dove vince la medaglia d'oro nel concorso generale individuale. Compete anche nella finale alla trave e al corpo libero dove si classifica rispettivamente sesta e prima. Ai Secret US Classic compete su due attrezzi: parallele e trave. Alle parallele asimmetriche con un buon esercizio ottiene 14.250 punti, mentre alla trave arriva prima con 15.000 punti.
Dall'8 al 10 giugno partecipa ai Visa Championships. Durante la prima giornata, competendo in tutti e quattro gli attrezzi, si classifica al primo posto con 60.650 punti, alla pari con Gabrielle Douglas. Inoltre, si qualifica sesta alle parallele asimmetriche, seconda al corpo libero, terza al volteggio e settima alla trave. Durante la giornata finale vince la medaglia d'oro con 121.900 punti, con due decimi di stacco dalla Douglas. Vince il bronzo alla trave.
Il 29 e 30 giugno partecipa ai Trials Olimpici, l'ultima tappa per selezionare le ginnaste che parteciperanno alle Olimpiadi di Londra. Nella prima giornata di gara, con delle buonissime esecuzioni, arriva prima nel concorso individuale (61.700): ottiene il secondo punteggio più alto al volteggio (15.900 punti) e alla trave (15.050 punti), e il terzo punteggio più alto al corpo libero (15.400 punti) e alle parallele asimmetriche (15.350 punti) e stacca di tre decimi la seconda classificata Gabby Douglas (61.400). Nella seconda giornata, la Douglas recupera i tre decimi di stacco e batte Jordyn di un decimo. Con delle altissime prestazioni al volteggio (15.800), parallele (15.350) e corpo libero (15.600), entra a far parte della squadra che parteciperà a Londra 2012.

#### Olimpiadi di Londra
Il 29 luglio, con la giornata di qualificazione femminile, inizia la sua avventura olimpica. Compete in tutti e quattro gli attrezzi e contribuisce a far qualificare la squadra statunitense al primo posto, con un complessivo di 181.863, staccando la Russia seconda classificata di un decimo circa (180.429). Individualmente svolge dei buonissimi esercizi al volteggio (15.833), alle parallele asimmetriche (14.833), alla trave (14.700) e al corpo libero (14.666) dove si qualifica col sesto punteggio. Col punteggio complessivo di 60.032 non riesce a qualificarsi a sorpresa nella finale all-around.
Il 31 luglio compete a volteggio, parallele e corpo libero per la finale a squadre. Con degli altissimi punteggi, 15.933 al volteggio, 14.666 alle parallele asimmetriche e 15.000 al corpo libero, vince l'oro insieme alla squadra statunitense, che stacca di ben cinque punti la Russia (178.530) e di sette punti la Romania (176.414). Questo è il secondo oro vinto dagli Stati Uniti in un concorso a squadre olimpico (il primo fu quello di Atlanta 1996, vinto dalle Magnificent Seven).

#### Post-olimpiadi
Nel 2013, Wieber ha firmato un accordo di sponsorizzazione con Adidas Gymnastics. In autunno, si è iscritta come matricola alla UCLA, dove ha in programma di studiare psicologia, e di continuare ad allenarsi. Lei è anche una Team Manager per la loro squadra di ginnastica.
Il 6 marzo 2015, Wieber ha annunciato il suo ritiro dalla ginnastica.